# Marian Duryasz
Marian Duryasz (ur. 14 grudnia 1911 w Budach Pobyłkowskich, zm. 21 marca 1993 w Warszawie) – pułkownik pilot Wojska Polskiego, kawaler Krzyża Srebrnego Orderu Wojennego Virtuti Militari.

## Życiorys
Absolwent VIII promocji Szkoły Podchorążych Lotnictwa w Dęblinie. 4 sierpnia 1934 roku Prezydent RP Ignacy Mościcki mianował go podporucznikiem ze starszeństwem z dniem 15 sierpnia 1934 roku i 31. lokatą w korpusie oficerów aeronautyki, a Minister Spraw Wojskowych wcielił do 6 pułku lotniczego we Lwowie. Na stopień porucznika został mianowany ze starszeństwem z 19 marca 1938 i 66. lokatą w korpusie oficerów lotnictwa, grupa liniowa. W 1939 był instruktorem pilotażu w Szkole Pilotażu w Grudziądzu, a później w Ułężu. Wraz z personelem lotniczym ewakuowany do Rumunii a następnie do Francji.
W styczniu 1940 przedostał się do Anglii, gdzie po przeszkoleniu otrzymał numer służbowy 76750 (P-76750 ?) i przydział do angielskiego dywizjonu 213. 20 października 1940 przeniesiony do dywizjonu 302. 31 stycznia 1942 przeniesiony do dywizjonu 317. Od 1 czerwca 1943 w dywizjonie 316. W styczniu 1944 ponownie w dywizjonie 302. Od 22 maja 1944 w dywizjonie 303. Od 8 lipca 1944 dowódca dywizjonu 302.
Do Polski wrócił w 1947. Służył w ludowym Wojsku Polskim. Zwolniony w 1950, powrócił do służby w wojsku w 1957. Zmarł 21 marca 1993 w Warszawie.

## Zwycięstwa powietrzne
Na liście Bajana figuruje na 79. pozycji z 3 zniszczonymi samolotami, 1 prawdopodobnie.
Chronologiczny wykaz zwycięskich walk powietrznych:
Zestrzelenia pewne:
- Me-110 – 11 września 1940 (pilotował Hurricane'a I P3780)
- Do-17 – 15 września 1940 (pilotował Hurricane'a I)
- Fw-190 – 28 kwietnia 1942[4] (pilotował Spitfire Vb AR332 / JHS)

Zestrzelenie prawdopodobne:
- He-111 – 26 września 1940 (pilotował Hurricane'a I)

## Ordery i odznaczenia
- Krzyż Srebrny Orderu Virtuti Militari (styczeń 1945) nr 10764[5]
- Krzyż Walecznych dwukrotnie (grudzień 1940 i luty 1941)[6]
- Medal Lotniczy
- Polowy Znak Pilota
- Vliegelkruis (VK) – holenderski (31 października 1946)
- brytyjski Distinguished Flying Cross